# Charlie Higson
Œuvres principales
- Série La Jeunesse de James Bond
- Série Ennemis

Charles Murray « Charlie » Higson, né le 3 juillet 1958 à Frome dans le comté anglais du Somerset, est un auteur britannique de comédies destinées à la télévision. Il est également producteur, acteur et écrivain.

## Biographie
Il est célèbre en Grande-Bretagne pour avoir rédigé les scénarios et joué dans les comédies télévisées des années 1990 : The Fast Show, Harry Enfield's Television Programme et Randall & Hopkirk.
Il est également l'auteur de quatre romans qui ont précédé la série des Young james Bond : Getting Rid of Mister Kitchen, Full Whack, Happy Now, Ennemis ainsi que King of the Ants. Cette dernière œuvre a été adaptée par Higson en scénario pour le film du même nom, sorti en 2003 avec Kari Wuhrer, Daniel Baldwin et Chris McKenna.
En 2004, il est contacté par Ian Fleming Publications pour rédiger une série de romans consacrés au jeune James Bond, alors encore adolescent dans les années 1930. Silverfin est le premier livre de la série.
En octobre 2006, le second tome sort sous le titre de Blood Fever.
Le troisième, Double or die est sorti le 25 octobre 2007.
Le quatrième opus de cette saga est sortie le 15 mai 2008, il s'intitule HurricaneGold.

## Œuvres littéraires

### SérieEnnemis
1. Ennemis, Pocket Jeunesse, 2011 ((en) The Enemy, 2009)
2. Les Trépassés, Pocket Jeunesse, 2012 ((en) The Dead, 2010)
3. La Peur, Pocket Jeunesse, 2014 ((en) The Fear, 2011)
4. Le Sacrifice, Pocket Jeunesse, 2014 ((en) The Sacrifice, 2012)
5. Les Déchus, Pocket Jeunesse, 2015 ((en) The Fallen, 2013)
6. Les Proies, Pocket Jeunesse, 2016 ((en) The Hunted, 2014)
7. (La Fin, Pocket Jeunesse, 06/07/2017 ((en) The End, 2015)

### SérieLa Jeunesse de James Bond
1. Opération SilverFin, Gallimard Jeunesse, 2006 ((en) SilverFin, 2005)
2. La mort est contagieuse, Gallimard Jeunesse, 2006 ((en) Blood Fever, 2006)
3. Poker fatal, Gallimard Jeunesse, 2007 ((en) Double or Die, 2007)
4. Menace sur l'Eldorado, Gallimard Jeunesse, 2008 ((en) Hurricane Gold, 2007)
5. Sur ordre de Sa Majesté, Gallimard Jeunesse, 2010 ((en) By Royal Command, 2008)

- Silverfin : James Bond, les origines, Casterman, 2009 ((en) Young Bond and Silverfin, 2008)Roman graphique coscénarisé et dessiné par Kev Walker
- (en) Danger Society: The Young Bond Dossier, 2009

Dossier traitant de la série La Jeunesse de James Bond et contenant les profils des personnages, les voitures, les armes, lieux exotiques, ainsi que des faits, des statistiques, des photographies, des cartes et des illustrations par Kev Walker. Le livre comprend également la nouvelle A Hard Man to Kill.

### SérieDéfis fantastiques
- (en) The Gates of Death, Scholastic, 2018

### Romans indépendants
- Le Roi des fourmis, Le Rocher, 2006 ((en) King of the Ants, 1992)
- Le Secret du bonheur, Payot, 2000 ((en) Happy Now, 1993)
- Tournée générale !, Fleuve noir, 2001 ((en) Full Whack, 1995)
- L'Encombrant mister Kitchen, Le Rocher, 2008 ((en) Getting Rid of Mister Kitchen, 1996)
- (en) Monstroso, 2010
- (en) Doctor Who: The Beast of Babylon, 2013

## Essai
- (en) The 'Fast Show' Book, 1996Écrit avec Paul Whitehouse.